# Cantique de Jean Racine (Fauré)
Cantique de Jean Racine (Op. 11) es una obra para coro mixto y piano u órgano de Gabriel Fauré. Escrita cuando el compositor contaba con diecinueve años entre 1864 y 1865, la pieza ganó el primer premio cuando se graduó en la École Niedermeyer y se estrenó al año siguiente, el 4 de agosto de 1866, con acompañamiento de cuerdas y órgano. Se publicó por primera vez entre 1875 y 1876 (Schoen, París, como parte de la serie Echo des Maîtrises) y apareció en una versión para orquesta (probablemente hecha por el compositor) en 1906. El acompañamiento ha sido arreglado también para cuerdas y arpa por John Rutter. 
El texto, "Verbe égal au Trés-Haut", es una paráfrasis de Jean Racine (1639-1699) (Hymnes traduites du Bréviaire romain, 1688) del himno pseudo-ambrosiano para los maitines del martes, Consors paterni luminis.[cita requerida]
Verbe égal au Très-Haut, notre unique espérance,
Jour éternel de la terre et des cieux,
De la paisible nuit nous rompons le silence:
Divin sauveur, jette sur nous les yeux.
Répands sur nous le feu de ta grâce puissante;
Que tout l'enfer fuie au son de ta voix;
Dissipe ce sommeil d'une âme languissante
Qui la conduit à l'oubli de tes lois!
Ô Christ ! sois favorable à ce peuple fidèle,
Pour te bénir maintenant assemblé;
Reçois les chants qu'il offre à ta gloire immortelle,
Et de tes dons qu'il retourne comblé.